# Himantornis
Himantornis is een geslacht van vogels uit de familie Rallen, koeten en waterhoentjes (Rallidae). Het geslacht telt één soort:

## Soorten
- Himantornis haematopus – Nkulengural